# Équitation aux Jeux olympiques d'été de 2008
Navigation
Athènes 2004 Londres 2012
Les épreuves d’équitation aux Jeux olympiques d'été de 2008 se sont déroulées du 9 au 20 août 2008 à Hong Kong. Le site a été choisi pour des contraintes vétérinaires que Pékin ne pouvaient satisfaire. La compétition est composée de six épreuves issues de trois disciplines équestres disputées à titre individuel et par équipe : le concours complet, le dressage et le saut d'obstacles. Quarante-deux nations représentées par 198 athlètes prennent part à la compétition. L'Allemagne remporte le plus grand nombre de médailles lors de ces compétitions équestres avec cinq médailles dont trois en or. Les États-Unis obtiennent quant à eux trois médailles. Le Canada et les Pays-Bas remportent tous les deux une médaille d'or et une médaille d'argent, soit deux médailles au total.

## Organisation

### Site des compétitions

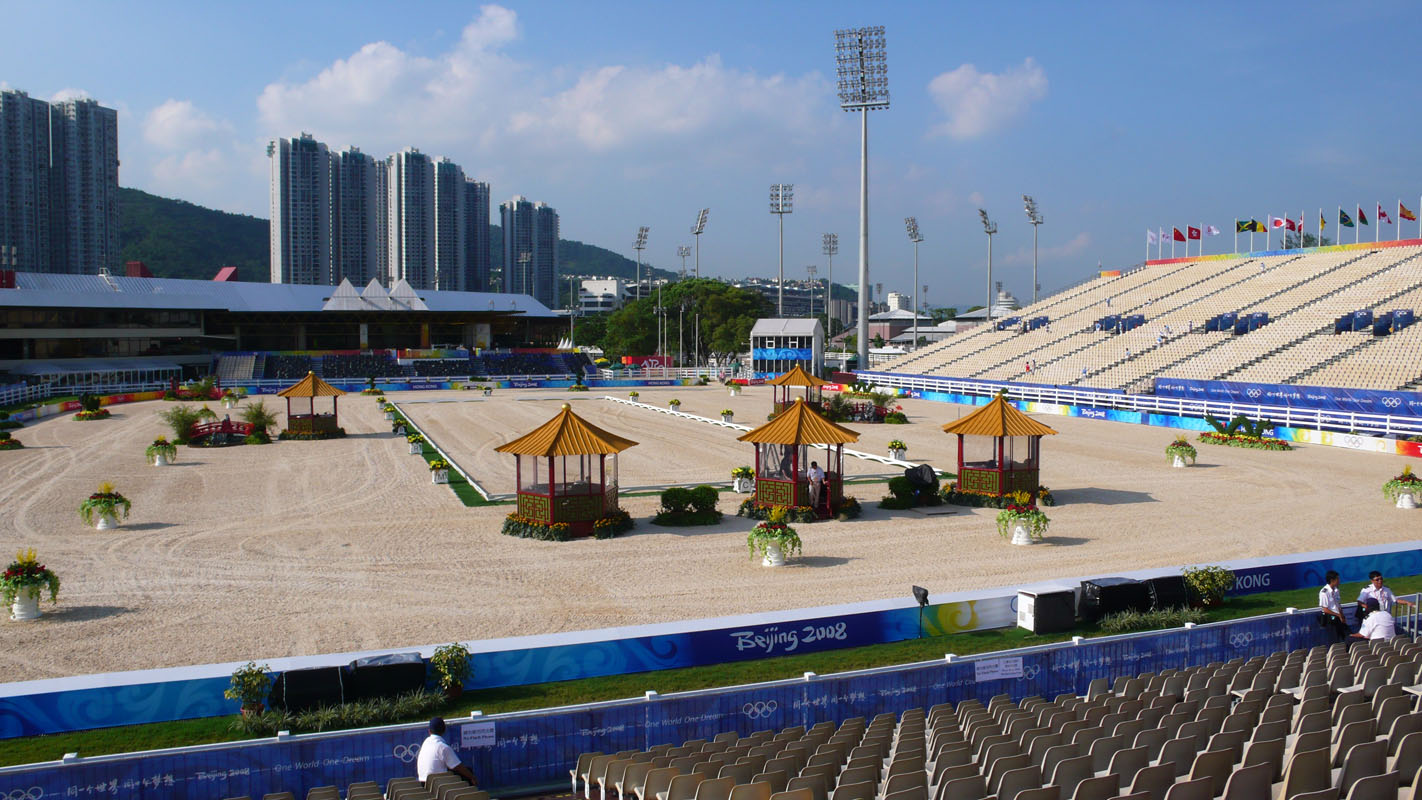
La carrière olympique sur le site de Sha Tin.

Lors de cette édition, les épreuves équestres ont eu lieu à Hong Kong au lieu de Pékin. La décision est prise en 2005, lorsqu'un groupe international de vétérinaires refuse de certifier la capitale chinoise comme exempte de maladies équines. Une fois la compétition terminée, une longue quarantaine pour les chevaux aurait en effet été nécessaire avant leur retour dans leur pays d'origine. Le choix d'Hong Kong s'est alors imposé, car disposant d'installations de qualité comme une clinique vétérinaire équine et l'un des rares laboratoires antidopage du monde,.
Les épreuves équestres se sont déroulées dans deux lieux distincts : le dressage et le saut d'obstacles sur le site de Sha Tin et le cross sur celui de Beas River,. Le complexe de Sha Tin peut accueillir 18 000 spectateurs et 270 chevaux dans ses installations.

### Comité d'organisation
Du fait de la situation géographique des épreuves, le comité chargé de l'organisation des épreuves équestres pour ces Jeux olympiques est basé à Hong Kong. Créé le 5 octobre 2005, il est constitué d'un président, de directeurs généraux et de vice-présidents, postes tenus par des fonctionnaires locaux de l'administration, le président du Comité Olympique de Hong-Kong, le directeur général de la BOCOG et le président du Comité équestre de Hong-Kong. Le Directeur général de la Région Administrative de Hong-Kong est le sponsor du comité.

### Calendrier
Les épreuves équestres se sont déroulées du 9 août au 21 août 2008 à Hong Kong.
| Équitation aux Jeux olympiques de 2008 | Équitation aux Jeux olympiques de 2008 | Équitation aux Jeux olympiques de 2008 | Équitation aux Jeux olympiques de 2008 | Équitation aux Jeux olympiques de 2008 | Équitation aux Jeux olympiques de 2008 | Équitation aux Jeux olympiques de 2008 | Équitation aux Jeux olympiques de 2008 | Équitation aux Jeux olympiques de 2008 | Équitation aux Jeux olympiques de 2008 | Équitation aux Jeux olympiques de 2008 | Équitation aux Jeux olympiques de 2008 | Équitation aux Jeux olympiques de 2008 | Équitation aux Jeux olympiques de 2008 | Équitation aux Jeux olympiques de 2008 | Équitation aux Jeux olympiques de 2008 | Équitation aux Jeux olympiques de 2008 | Équitation aux Jeux olympiques de 2008 | Équitation aux Jeux olympiques de 2008 | Équitation aux Jeux olympiques de 2008 |
| Août                                   | Août                                   | Août                                   | 8                                      | 9                                      | 10                                     | 11                                     | 12                                     | 13                                     | 14                                     | 15                                     | 16                                     | 17                                     | 18                                     | 19                                     | 20                                     | 21                                     | 22                                     | 23                                     | 24                                     |
| -------------------------------------- | -------------------------------------- | -------------------------------------- | -------------------------------------- | -------------------------------------- | -------------------------------------- | -------------------------------------- | -------------------------------------- | -------------------------------------- | -------------------------------------- | -------------------------------------- | -------------------------------------- | -------------------------------------- | -------------------------------------- | -------------------------------------- | -------------------------------------- | -------------------------------------- | -------------------------------------- | -------------------------------------- | -------------------------------------- |
| Saut d'obstacles                       | Saut d'obstacles                       | Saut d'obstacles                       |                                        |                                        |                                        |                                        |                                        |                                        |                                        |                                        |                                        |                                        |                                        | 1                                      |                                        | 1                                      |                                        |                                        |                                        |
| Dressage                               | Dressage                               | Dressage                               |                                        |                                        |                                        |                                        |                                        |                                        |                                        | 1                                      |                                        |                                        |                                        |                                        | 1                                      |                                        |                                        |                                        |                                        |
| Concours complet                       | Concours complet                       | Concours complet                       |                                        |                                        |                                        |                                        | 2                                      |                                        |                                        |                                        |                                        |                                        |                                        |                                        |                                        |                                        |                                        |                                        |                                        |

|  | Jour de compétition |  | Jour de finale |

### Quotas
Pour l'ensemble des trois disciplines, les quotas ont été fixés à 200 cavaliers et à 225 chevaux. Pour le saut d'obstacles, le quota est fixé à 75 cavaliers et à 75 chevaux, plus 15 chevaux de réserve, ce qui correspond à un cheval supplémentaire par équipe. En concours complet, le quota est également de 75 cavaliers et de 75 chevaux mais aucun cheval de réserve n'est autorisé. Enfin en dressage, le quota est de 50 cavaliers et de 50 chevaux, plus 10 chevaux de réserve, soit un cheval supplémentaire par équipe,. 
Les nations sont limitées à n'engager que douze athlètes sur l'ensemble de la compétition répartis comme suit : quatre pour le saut d'obstacles, cinq pour le complet et trois pour le dressage.

### Critères de qualification

#### Saut d’obstacles
| Compétition par équipe                                                       | Date                                          | Lieu                 | Nombre de places | Qualifiés                                    |
| ---------------------------------------------------------------------------- | --------------------------------------------- | -------------------- | ---------------- | -------------------------------------------- |
| Pays organisateur                                                            | -                                             | -                    | 1                | Chine Hong Kong                              |
| Jeux équestres mondiaux                                                      | 20 août au 3 septembre 2006                   | Aix-la-Chapelle      | 5                | Pays-Bas États-Unis Allemagne Ukraine Suisse |
| Championnats d'Europe                                                        | 15 au 19 août 2007                            | Mannheim             | 3                | Royaume-Uni Suède Norvège                    |
| Jeux Panaméricains                                                           | 13 au 29 juillet 2007                         | Rio de Janeiro       | 3                | Brésil Canada Mexique                        |
| Jeux équestres mondiaux / Épreuve de qualification 2007 (combinées) Groupe F | 20 août au 3 septembre 2006 6 au 10 mars 2007 | Aix-la-Chapelle Doha | 1                | Arabie saoudite                              |
| Jeux équestres mondiaux Groupe G                                             | 20 août au 3 septembre 2006                   | Aix-la-Chapelle      | 1                | Australie                                    |
| Épreuve de qualification Olympique                                           | 7 au 10 juin 2007                             | Balve                | 1                | Nouvelle-Zélande                             |
| TOTAL                                                                        |                                               |                      | 15               |                                              |

Pour les compétitions individuelles, 15 places sont à pourvoir pour les nations non qualifiées dans les épreuves par équipe, selon les critères suivants :
| Compétition par équipe                         | Date                        | Lieu            | Nombre de places | Qualifiés                              |
| ---------------------------------------------- | --------------------------- | --------------- | ---------------- | -------------------------------------- |
| Pays organisateur                              | -                           | -               | 1                |                                        |
| Classement olympiques des cavaliers Groupe A/B | -                           | -               | 2                |                                        |
| Classement olympiques des cavaliers Groupe C   | -                           | -               | 3                |                                        |
| Jeux Panaméricains Groupe D                    | 13 au 29 juillet 2007       | Rio de Janeiro  | 1                | Bermudes                               |
| Jeux Panaméricains Groupe E                    | 13 au 29 juillet 2007       | Rio de Janeiro  | 4                | Venezuela Colombie Argentine Guatemala |
| Jeux équestres mondiaux Groupe F               | 20 août au 3 septembre 2006 | Aix-la-Chapelle | 2                | Jordanie Égypte                        |
| Épreuve olympique qualificative 2007 Groupe F  | 6 au 10 mars 2007           | Doha            | 1                | Émirats arabes unis                    |
| Jeux équestres mondiaux Groupe G               | 20 août au 3 septembre 2006 | Aix-la-Chapelle | 1                | Japon                                  |
| Épreuve olympique qualificative 2007 Groupe G  | 7 au 10 juin 2007           | Balve           | 1                | Japon                                  |
| Invitations                                    | -                           | -               | +                |                                        |
| TOTAL                                          |                             |                 | 15+              |                                        |

#### Dressage
Un pays peut engager trois cavaliers si ces derniers sont qualifiés pour la compétition de dressage par équipe. Les autres pays ne peuvent aligner que deux concurrents.
| Compétition par équipe                | Date                         | Lieu                              | Nombre de places | Qualifiés                     |
| ------------------------------------- | ---------------------------- | --------------------------------- | ---------------- | ----------------------------- |
| Jeux équestres mondiaux               | 20 août - 3 septembre 2006   | Aix-la-Chapelle                   | 3                | Allemagne Pays-Bas États-Unis |
| Championnats d'Europe                 | 27 août - 2 septembre 2007   | Turin                             | 3                | Suède Danemark Royaume-Uni    |
| Championnat Asie Pacifique Groupe F/G | 31 janvier - 12 février 2008 | Cannes Australie Nouvelle-Zélande | 2                | Australie Japon               |
| Jeux Panaméricains Groupe D/E         | 13-29 juillet 2007           | Rio de Janeiro                    | 2                | Canada Brésil                 |
| TOTAL                                 |                              |                                   | 10               |                               |

Les dernières places qualificatives pour l'épreuve individuelle de dressage sont officialisées par le classement de la fédération équestre internationale  au 1er mai 2008.
- La Chine  et Hong Kong , en tant que pays organisateurs, héritent d'une place aux jeux même si elles n'obtiennent pas la qualification par le biais des compétitions internationales.
- Les meilleures nations au classement des zones suivantes sont également qualifiées :
  - Europe (Nord-Ouest)
  - Europe (Sud-Ouest)
  - Europe (Centre et Est) et Asie (Centre)
  - Amérique du Nord
  - Amérique centrale et Amérique du Sud
  - Afrique et Moyen-Orient
  - Asie (Sud-est) et Océanie
- Les derniers qualifiés le sont par le biais de leur classement individuel.

#### Concours complet
Un pays peut engager 5 cavaliers si ces derniers sont qualifiés pour la compétition de dressage par équipe. Les autres pays ne peuvent aligner que deux concurrents.
| Compétition par équipe                 | Date                       | Lieu               | Nombre de places | Qualifiés                                        |
| -------------------------------------- | -------------------------- | ------------------ | ---------------- | ------------------------------------------------ |
| Jeux équestres mondiaux                | 20 août - 3 septembre 2006 | Aix-la-Chapelle    | 5                | Allemagne Royaume-Uni Australie États-Unis Suède |
| Jeux Panaméricains Groupe D/E          | 13-29 juillet 2007         | Rio de Janeiro     | 2                | Canada Brésil                                    |
| Championnats Asie Pacifique Groupe F/G | 27-28 octobre 2007         | Takapau            | 1                | Nouvelle-Zélande                                 |
| Championnats d'Europe                  | 13-16 septembre 2007       | Pratoni del Vivaro | 2                | France Italie                                    |
| TOTAL                                  |                            |                    | 10               |                                                  |

Les dernières places qualificatives pour l'épreuve individuelle de dressage sont officialisés par le classement de la Fédération Équestre Internationale  au 1er mai 2008.
- La Chine  et Hong Kong  en tant que pays organisateurs, héritent d'une place aux jeux même si elles n'obtiennent pas la qualification par le biais des compétitions internationales.
- Les meilleures nations au classement des zones suivantes sont également qualifiées :
  - Europe (Nord-Ouest)
  - Europe (Sud-Ouest)
  - Europe (Centre et Est) et Asie (Centre)
  - Amérique du Nord
  - Amérique centrale et Amérique du Sud
  - Afrique et Moyen-Orient
  - Asie (Sud-est) et Océanie
- Les derniers qualifiés le sont par le biais de leur classement individuel.

## Participation
Lors de cette édition, 42 nations ont participé aux épreuves équestres des jeux, représentées par 198 athlètes. Six pays sont parvenus à engager 12 athlètes :  l'Australie, le Canada, la Grande-Bretagne, l'Allemagne, la Suède et les États-Unis. La Chine, Hong-Kong, l'Azerbaïdjan, la Jamaïque et les Émirats arabes unis font leur première participation de l'histoire dans les épreuves équestres en engageant respectivement six athlètes, quatre athlètes et un athlète.
| - Allemagne (12) - Arabie saoudite (4) - Argentine (1) - Australie (12) - Autriche (2) - Azerbaïdjan (1) - Belgique (3) - Bermudes (1) - Biélorussie (3) - Brésil (11) - Canada (12) |  | - Chili (1) - Chine (6) - Colombie (1) - Corée du Sud (1) - Danemark (4) - Égypte (1) - Émirats arabes unis (1) - Espagne (3) - États-Unis (12) - Finlande (1) - France (6) |  | - Grande-Bretagne (12) - Guatemala (1) - Hong Kong (4) - Irlande (6) - Italie (6) - Jamaïque (1) - Japon (6) - Jordanie (1) - Mexique (5) - Norvège (4) |  | - Nouvelle-Zélande (9) - Pays-Bas (8) - Pologne (3) - Portugal (3) - République tchèque (1) - Russie (7) - Suède (12) - Suisse (5) - Ukraine (4) - Venezuela (1) |

## Épreuves
Six titres issus de trois disciplines sont disputés à l'occasion de ces Jeux olympiques d'été de 2008.
| Discipline       | Individuel | Par équipe | Total |
| ---------------- | ---------- | ---------- | ----- |
| Dressage         | 1          | 1          | 2     |
| Saut d'obstacles | 1          | 1          | 2     |
| Concours complet | 1          | 1          | 2     |
| Total            | 3          | 3          | 6     |

## Compétition et résultats

### Saut d'obstacles

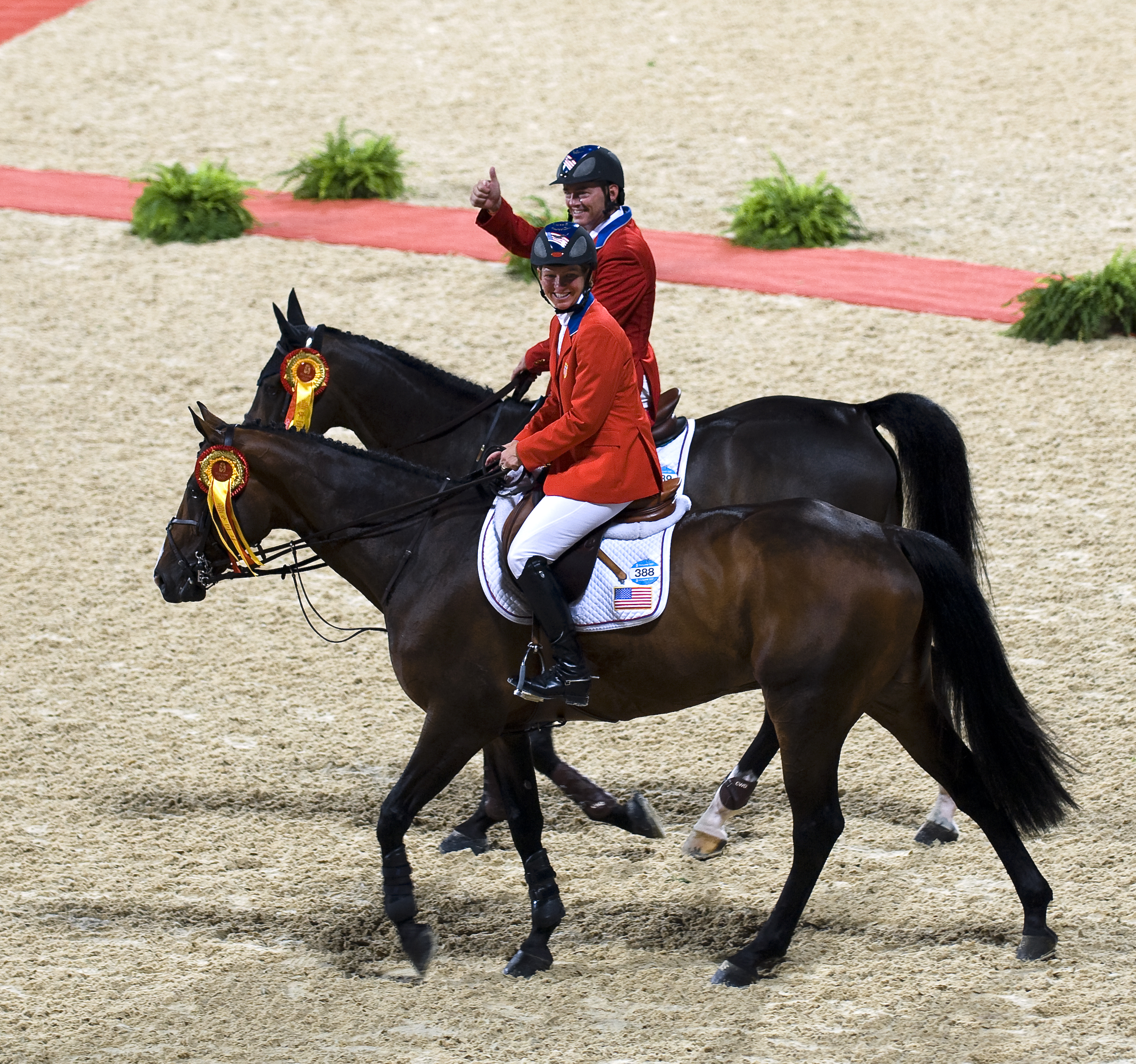
Les cavaliers américains médaille d'or par équipe.

La première épreuve qualificative se déroule sur un parcours de 550 m à réaliser dans un temps alloué de 88 secondes et un temps limite de 176 secondes. Il est composé de douze obstacles nécessitant quinze efforts. La hauteur moyenne des obstacles se situe autour d'1,50 m. À l'issue de cette épreuve, treize concurrents parviennent à réaliser un sans faute.
La seconde épreuve qualificative se court sur un parcours de 560 m à réaliser dans un temps alloué de 90 secondes et un temps limite de 180 secondes. Treize obstacles sont à franchir représentant seize efforts. Le cumul des deux manches permet d'obtenir un classement provisoire qui sert de base pour définir les cinquante cavaliers qualifiés pour la suite de la compétition. À ce stade, seuls deux cavaliers sont parvenus à réaliser un double sans faute : Mclain Ward et Éric Lamaze. Dans le classement par équipe, la Suisse et les États-Unis prennent la tête du classement provisoire avec 12 points de pénalités, suivis par la Suède avec 13 points de pénalités. 
La troisième épreuve qualificative s'est déroulée sur un parcours de 550 m à réaliser dans un temps alloué de 88 secondes et un temps limite de 176 secondes. Il est composé de treize obstacles nécessitant seize efforts. Cette épreuve comporte également un barrage de 280 m à réaliser dans un temps alloué de 45 secondes et un temps limite de 90 secondes. Trente-cinq couples sont qualifiés pour la finale. Le norvégien Tony André Hansen réalise la meilleure performance sur ces trois épreuves avec 3 points de pénalités au total. Les trois épreuves permettent de définir le classement définitif par équipe. La médaille d'or et la médaille d'argent se sont jouées au barrage puisque les États-Unis et le Canada ont totalisé 20 points de pénalités chacun à l'issue des trois épreuves. C'est finalement les États-Unis qui remportent la médaille d'or par équipe. La Norvège, médaille de bronze au classement, est rétrogradée à la huitième place, l'un de ses membres ayant été disqualifié pour dopage. C'est donc la Suisse qui monte finalement sur la troisième marche du podium,. 
La finale se court en deux manches. Les compteurs sont remis à zéro. La manche A est courue sur un parcours de 540 m à réaliser dans un temps alloué de 87 secondes et un temps limite de 174 secondes. Douze obstacles sont à franchir, ce qui représente quinze efforts. Les onze meilleurs couples ont ensuite été qualifiés pour la manche B. La manche B est composée d'un parcours de 500 m à réaliser dans un temps alloué de 80 secondes et un temps limite de 160 secondes. Le parcours comporte dix obstacles demandant trize efforts. Cette manche comporte un barrage de 305 m auquel participe les neuf meilleurs cavaliers des deux manches.
La médaille d'or est remportée par le canadien Éric Lamaze qui est sans faute sur les deux manches et réalise également un barrage sans faute en 38.39 secondes. La médaille d'argent revient au suédois Rolf-Göran Bengtsson qui est également sans faute sur les deux manches mais qui totalise 4 points de pénalités sur le barrage en 38.39 secondes. Enfin l'américaine Beezie Madden remporte la médaille de bronze avec 4 points de pénalités sur la manche B et un sans faute sur la barrage réalisé en 35.25 secondes
| Classement | Cavalier                   | Cheval        | Pays       | Pénalités |
| ---------- | -------------------------- | ------------- | ---------- | --------- |
|            | Éric Lamaze                | Hickstead     | Canada     | 0.000     |
|            | Rolf-Göran Bengtsson       | Ninja Jump    | Suède      | 4.000     |
|            | Beezie Madden              | Authentic     | États-Unis | 4.000     |
| 4          | Meredith Michaels-Beerbaum | Shutterfly    | Allemagne  | 4.000     |
| 6          | Mclain Ward                | Sapphire      | États-Unis | 4.000     |
| 7          | Ludger Beerbaum            | All Inclusive | Allemagne  | 4.000     |
| 8          | Marc Houtzager             | Opium         | Pays-Bas   | 8.000     |

| Classement | Pays        | Cavaliers                                                             | Chevaux                                     | Pénalités |
| ---------- | ----------- | --------------------------------------------------------------------- | ------------------------------------------- | --------- |
|            | États-Unis  | Mclain Ward Laura Kraut Will Simpson Beezie Madden                    | Sapphire Cedric Carlsson Vom Dach Authentic | 20.000    |
|            | Canada      | Jill Henselwood Eric Lamaze Ian Millar Mac Cone                       | Special Ed Hickstead In Style Ole           | 20.000    |
|            | Suisse      | Christina Liebherr Pius Schwizer Niklaus Schurtenberger Steve Guerdat | No Mercy Nobless M Cantus Jalisca Solier    | 30.000    |
| 4          | Pays-Bas    | Angelique Hoorn Marc Houtzager Vincent Voorn Gerco Schröder           | O'Brien Opium Alpapillon-Armanie Monaco     | 34.000    |
| 5          | Royaume-Uni | Nick Skelton Tim Stockdale Ben Maher John Whitaker                    | Russel Corlato Rolette Peppermill           | 37.000    |
| 6          | Suède       | Peter Eriksson Lotta Schultz Helena Lundback Rolf-Göran Bengtsson     | Jaguar Mail Calibra II Erbblume Ninja       | 38.000    |
| 7          | Australie   | Peter McMahon Laurie Lever Edwina Alexander Matt Williams             | Genoa Drossel Dan Itot du Château Leconte   | 41.000    |
| 8          | Norvège     | Stein Endresen Morten Djupvik Geir Gulliksen                          | Le Beau Casino Cattani                      | 49.000    |

### Dressage

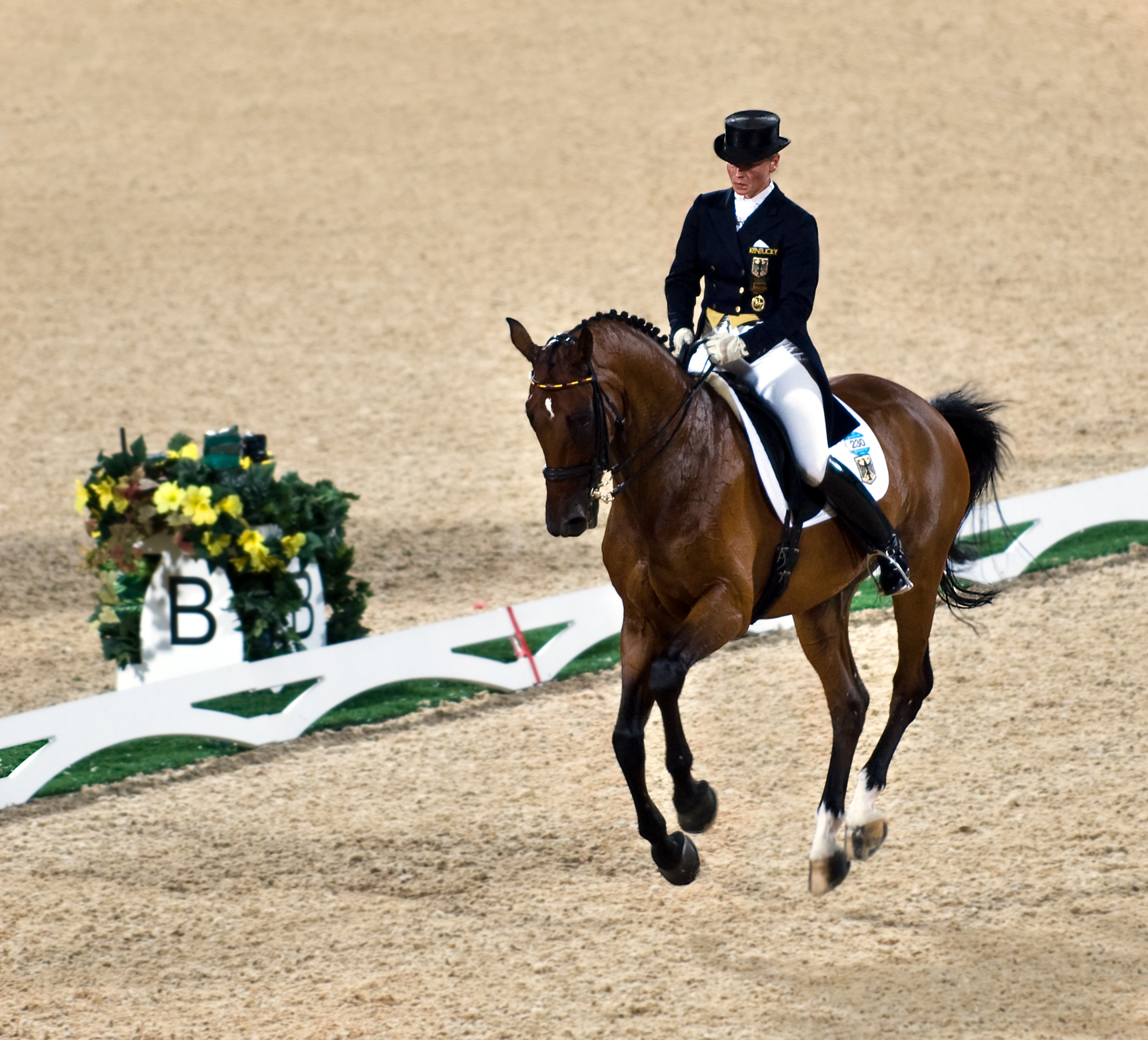
Isabell Werth sur l'une de ses reprises.

Le Grand Prix est remporté par l'allemande Isabell Werth qui totalise un score de 76.417 % devant la néerlandaise Anky van Grunsven et ses 74.750 %, et l'allemande Heike Kemmer et ses 72.250 %. Les scores réalisés à l'occasion de ce Grand Prix servent de base à l'élaboration du classement par équipe. L'Allemagne remporte ainsi la médaille d'or avec une moyenne de 72.917 % sur ses trois cavaliers, les Pays-Bas la médaille d'argent avec 71.750 % et le Danemark la médaille de bronze avec 68.875 %.
Pas de changement dans le classement à l'occasion du Grand Prix Spécial qui voit Isabell Werth arriver à la première place de l'épreuve avec 75.200 %, suivie d'Anky van Grunsven avec 74.960 % et d'Heike Kemmer avec 72.960 %.
Dans le Grand Prix Libre, en revanche, Anky van Grunsven réalise la meilleure performance avec 82.400 %, et devance donc Isabell Werth avec 78.100 % et l'américain Steffen Peters avec 76.500 %.
Le classement définitif obtenu avec la moyenne des notes obtenues sur chacune des épreuves désigne Anky van Grunsven comme championne olympique avec 78.680 %. Isabell Werth obtient la médaille d'argent avec 76.650 % et Heike Kemmer la médaille de bronze avec 74.455 %.
| Classement | Cavalier              | Cheval    | Pays        | Score  |
| ---------- | --------------------- | --------- | ----------- | ------ |
|            | Anky van Grunsven     | Salinero  | Pays-Bas    | 78.680 |
|            | Isabell Werth         | Satchmo   | Allemagne   | 76.650 |
|            | Heike Kemmer          | Bonaparte | Allemagne   | 74.455 |
| 4          | Steffen Peters        | Ravel     | États-Unis  | 74.150 |
| 5          | Hans Peter Minderhoud | Nadine    | Pays-Bas    | 73.035 |
| 6          | Alexandra Korelova    | Balagur   | Russie      | 72.625 |
| 7          | Emma Hindle           | Lancet    | Royaume-Uni | 72.345 |
| 8          | Kyra Kyrklund         | Max       | Finlande    | 71.985 |

| Classement | Pays        | Cavaliers                                                                 | Chevaux                                   | Score  |
| ---------- | ----------- | ------------------------------------------------------------------------- | ----------------------------------------- | ------ |
|            | Allemagne   | Heike Kemmer Nadine Capellmann Isabell Werth                              | Bonaparte Elvis VA Satchmo                | 72,917 |
|            | Pays-Bas    | Hans Peter Minderhoud Imke Schellekens-Bartels Anky van Grunsven          | Nadine Sunrise Salinero                   | 71,750 |
|            | Danemark    | Anne van Olst Nathalie de Sayn-Wittgenstein-Berlebourg Andreas Helgstrand | Clearwater Digby Don Schufro              | 68,875 |
| 4          | États-Unis  | Courtney King Debbie McDonald Steffen Peters                              | My Thilius Brentina Ravel                 | 67,819 |
| 5          | Suède       | Patrik Kittel Tinne Silfven Jan Brink                                     | Floresco Solos Carex Briar                | 67,347 |
| 6          | Royaume-Uni | Jane Gregory Emma Hindle Laura Bechtolsheimer                             | Lucky Star Lancet Mistal Horis            | 66,806 |
| 7          | France      | Marc Boblet Julia Chevanne Hubert Perring                                 | Whitini Star Calimucho Diabolo St Maurice | 65,403 |
| 8          | Australie   | Heath Ryan Hayley Beresford Kristy Oatley                                 | Greenoaks Dundee Relampago Quando Quando  | 64,625 |

### Concours complet

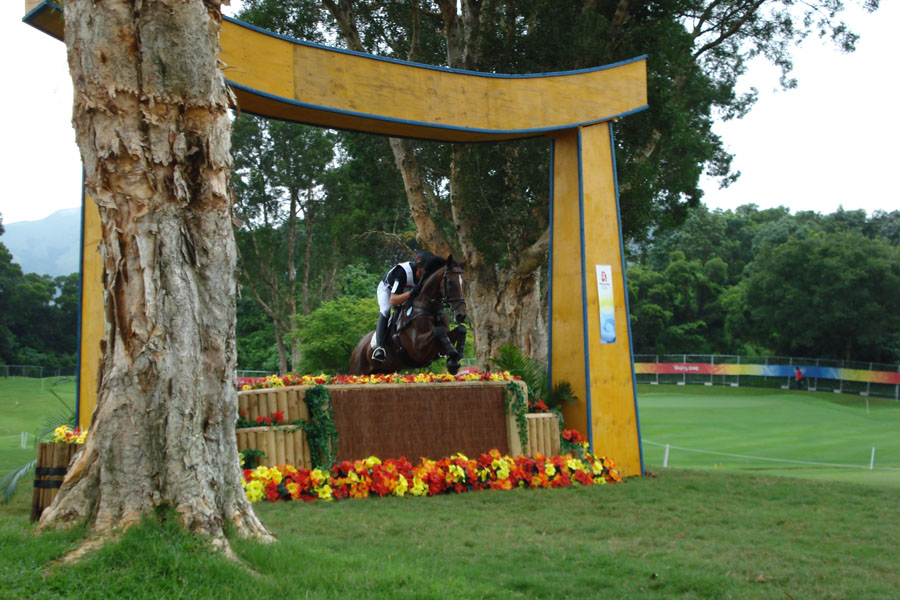
Un concurrent lors de l'épreuve de cross.

La compétition débute avec l'épreuve de dressage où le couple australien Lucinda et Clayton Fredericks prend la tête du classement à l'issue de la première journée avec respectivement 30.40 et 37 points de pénalités. La seconde journée de compétition voit d'autres cavaliers se glisser dans le classement entre les deux époux. Si Lucinda Fredericks garde la première place au provisoire à l'issue du dressage, elle est suivie par la belge Karin Donckers avec 31.70 points et Ingrid Klimke avec 33.5 points. La performance des époux Fredericks ainsi que celle de leur compatriote Megan Jones avec 35.40 points permet de mettre l'Australie en première position du classement provisoire par équipe, suivie de l'Allemagne et des États-Unis,.
L'épreuve de cross s'est déroulée sur un parcours de 4 560 m à réaliser à une vitesse de 570 mètres par minute avec un temps accordé de huit minutes et un temps limite de seize minutes. Le parcours est composé de 29 obstacles mais 39 efforts sont à produire pour les franchir. Le parcours de cross a été dessiné par le britannique Michael Etherington-Smith, auteur déjà du parcours de cross des Jeux olympiques de Sydney en 2000,. À l'issue de l'épreuve, l'allemand Hinrich Romeike prend la tête du classement avec seulement 12.80 points de pénalité réalisés sur le cross, suivi de sa compatriote Ingrid Klimke et des australiens Megan Jones et Clayton Fredericks. Au niveau du classement par équipe, l'Allemagne se classe première au provisoire devant l'Australie et la Grande-Bretagne.
L'épreuve de saut d'obstacles se court sur un parcours de 585 m à réaliser à une vitesse de 375 mètres par minute dans un temps de 94 secondes. Au terme des deux parcours, Hinrich Romeike maintient sa première place avec 54.20 points de pénalité, suivi de l'américaine Gina Miles avec 56.10 points et de la britannique Kristina Cook avec 57.40 points,. Le classement par équipe reste en revanche inchangé puisque la médaille d'or est remportée par l'Allemagne avec 166.10 points devant l'Australie avec 171.20 points et la Grande-Bretagne avec 185.70 points,. 
| Classement | Cavalier           | Cheval           | Pays        | Pénalités |
| ---------- | ------------------ | ---------------- | ----------- | --------- |
|            | Hinrich Romeike    | Marius           | Allemagne   | 54,200    |
|            | Gina Miles         | Mc Kinlaigh      | États-Unis  | 56,100    |
|            | Kristina Cook      | Miners Frolic    | Royaume-Uni | 57,400    |
| 4          | Megan Jones        | Irish Jester     | Australie   | 59,000    |
| 5          | Ingrid Klimke      | Abraxxas         | Allemagne   | 59,700    |
| 6          | Didier Dhennin     | Ismène du Temple | France      | 59,800    |
| 7          | Clayton Fredericks | Ben along time   | Australie   | 61,400    |
| 8          | Andreas Dibowski   | Butts Leon       | Allemagne   | 65,200    |

| Classement | Pays             | Cavaliers                                                                          | Chevaux                                                                 | Pénalités |
| ---------- | ---------------- | ---------------------------------------------------------------------------------- | ----------------------------------------------------------------------- | --------- |
|            | Allemagne        | Andreas Dibowski Ingrid Klimke Frank Ostholt Hinrich Romeike Peter Thomsen         | Butts Leon Abraxxas Mr. Medicott Marius The Ghost Of Hamish             | 166,100   |
|            | Australie        | Clayton Fredericks Lucinda Fredericks Sonja Johnson Megan Jones Shane Rose         | Ben Along Time Headley Britannia Ringwould Jaguar Irish Jester All Luck | 171,200   |
|            | Royaume-Uni      | Kristina Cook Daisy Dick William Fox-Pitt Sharon Hunt Mary King                    | Miners Frolic Spring Along Parkmore Ed Tankers Town Call Again Cavalier | 185,700   |
| 4          | Suède            | Viktoria Carlerback Magnus Gallerdal Dag Albert Katrin Norling Linda Algotsson     | Bally's Geronimo Keymaster Tubber Rebel Pandora Stand By Me             | 230,500   |
| 5          | Nouvelle-Zélande | Andrew Nicholson Heelan Tompkins Mark Todd Caroline Powell Joe Meyer               | Lord Killinghurst Sugoi Gandalf Lenamore Snip                           | 240,900   |
| 6          | Italie           | Fabio Magni Stefano Brecciaroli Vittoria Panizzon Susanna Bordone Roberto Rotatori | Southern King V Cappa Hill Rock Model Ava Irham de Viages               | 246,400   |
| 7          | États-Unis       | Amy Tryon Karen O'Connor Rebecca Holder Phillip Dutton Gina Miles                  | Poggio II Mandiba Courageous Comet Connaught Mckinlaigh                 | 250,000   |
| 8          | Irlande          | Patricia Ryan (en) Niall Griffin Geoffrey Curran Austin O'Connor Louise Lyons      | Fernhill Clover Mist Lorgaine Kilkishen Hobby du Mee Watership Down     | 276,100   |

## Tableau des médailles
L'Allemagne remporte le plus grand nombre de médailles lors de ces compétitions équestres avec cinq médailles dont trois en or. Les États-Unis obtiennent quant à eux trois médailles. Le Canada et les Pays-Bas remportent tous les deux une médaille d'or et une médaille d'argent, soit deux médailles au total.
| Rang | Nation      | Or | Argent | Bronze | Total |
| ---- | ----------- | -- | ------ | ------ | ----- |
| 1    | Allemagne   | 3  | 1      | 1      | 5     |
| 2    | États-Unis  | 1  | 1      | 1      | 3     |
| 3    | Canada      | 1  | 1      | 0      | 2     |
| 3    | Pays-Bas    | 1  | 1      | 0      | 2     |
| 5    | Australie   | 0  | 1      | 0      | 1     |
| 5    | Suède       | 0  | 1      | 0      | 1     |
| 7    | Royaume-Uni | 0  | 0      | 2      | 2     |
| 9    | Danemark    | 0  | 0      | 1      | 1     |
| 9    | Suisse      | 0  | 0      | 1      | 1     |

## Dopage
Lors de ces Jeux, cinq chevaux de saut d'obstacles se sont vu déclarés positifs à la capsaïcine et à la nonivamide, des analgésiques qui posés sur les jambes des chevaux entraînent une hyper-sensibilité dissuadant de toucher les barres,.